# Velešovice (przystanek kolejowy)
Velešovice – przystanek kolejowy w miejscowości Velešovice, w kraju południowomorawskim, w Czechach. Położony jest na linii Brno – Przerów. Znajduje się na wysokości 240 m n.p.m.
Na przystanku nie ma możliwości zakupu biletów, a obsługa podróżnych odbywa się w pociągu. 

## Linie kolejowe
- 300 Brno - Přerov